# 11554 Asios
A 11554 Asios (ideiglenes jelöléssel 1993 BZ12) egy kisbolygó a Naprendszerben. Eric Walter Elst fedezte fel 1993. január 22-én.